# Orlu (Ariège)
Orlu – miejscowość i gmina we Francji, w regionie Oksytania, w departamencie Ariège.
Według danych na rok 2010 gminę zamieszkiwały 193 osoby, a gęstość zaludnienia wynosiła 3 osoby/km².